# Schauspielschule „Der Kreis“
Die Schauspielschule „Der Kreis“ (Fritz-Kirchhoff-Schule) ist die älteste staatlich anerkannte private Schauspielschule in Berlin. Sie ist eine Berufsfachschule für Theater, Film und Fernsehen. Seit Oktober 2021 befindet sich die Schule in der ehemaligen Sarottifabrik in der Teilestraße in Berlin-Tempelhof. 

## Die Schule
Sie wurde 1945 vom Theater- und Filmregisseur Fritz Kirchhoff gegründet, in den Jahren 1953 bis 1981 von Marianne Kirchhoff-Stoldt geführt und wird heute von ihrem ehemaligen Schüler Dietrich Lehmann geleitet. Die Schule ist als Berufsfachschule anerkannt, orientiert sich am Lehrplan der staatlichen Hochschulen und ist BAföG-berechtigt. Die Ausbildung auf einem der 26 Ausbildungsplätze dauert drei Jahre. Nach Abschluss der Ausbildung findet eine Prüfung vor der ZAV (Künstlervermittlung) statt.
Zum Ende eines jeden Semesters (meist im Mai und Dezember) findet der Öffentliche Abend in den Räumlichkeiten der Schule statt. Dort werden die Arbeiten des vergangenen Semesters für alle Interessierten dargeboten.
Das Werktheater Tempelhof ist das Off-Theater der Schauspielschule. Hierbei präsentiert sich das jeweilige Abschlusssemester mit einem eigens dafür erarbeiteten Stück erstmals einer größeren Öffentlichkeit. Das Off-Theater gastierte dabei bereits an verschiedenen Berliner Spielstätten. Aktuell werden die Stücke im ACUD-Theater Berlin gezeigt.

## Unterricht
- Schauspieltraining/Improvisation: Etüden zum Erleben und Verkörpern/Exercises nach Sanford Meisner und Michael Tschechow
- Grundlagenarbeit: Zur Schärfung der Sinne und der Profilierung der Fähigkeiten, realitätsbezogen zu phantasieren, Vorgestelltes als real vorhanden empfinden zu können.
- Atmen: Atemtechnik und Atmen als Steigerung der Empfindungsfähigkeit
- Sprechen: Phonetik und der Ton aus dem Atem für Intensität und Verwandlungskraft
- Singen: Gesangstechnik für Songs und Chansons
- Physical Camera Acting und Pantomime: Körpertraining und Elastizität
- Fechten: Bühnenfechten als Partnerbezug
- Tanzen: Grundkenntnisse in Ballett, Folklore und Gesellschaftstänzen
- Szenenarbeit: Einen fremden Text zum eigenen machen, in Partner- und Gruppenarbeit
- Rollenstudium: Einzelstunden für die Erarbeitung eines Repertoires an Vorsprechrollen
- Theater-, Literatur- und Kulturgeschichte: Berufsbezogenes Allgemeinwissen
- Kinomichi/Feldenkrais: Körperliches Reagieren und Geschmeidigkeit
- Camera Acting: ab viertem Semester[6]

## Absolventen (Auswahl)
- Mariella Ahrens
- Wolfgang Amberger
- Fred Apke
- Julia Blankenburg
- Josephin Busch
- Elisabeth Degen
- Jörg Döring
- Milena Dreißig
- Fred Düren
- Harald Effenberg
- Michael Gahr
- Hans-Joachim Grubel
- Eva Maria Hagen
- Hans Peter Hallwachs
- Patrick Heinrich
- Dominique Horwitz
- Joachim Kemmer
- Friederike Kempter
- Adelheid Kleineidam
- Nicolette Krebitz
- Thomas Kretschmann
- Ralph Kretschmar
- Dietrich Lehmann
- Manuel Mairhofer
- Folke Paulsen
- Günter Pfitzmann
- Anke Rähm
- Anja Reßmer
- Britta Schmeling
- Peter Seum
- Karl-Heinz Schulze
- Oliver Stritzel
- Sabine Thiesler
- Nadine Warmuth
- Maximilian Wigger
- Inge Wolffberg
- Ralf Wolter
- Marianne Wünscher
- Rolf Zacher